# Trouble de la personnalité dépendante
 Mise en garde médicale
Le trouble de la personnalité dépendante (TPD ; anciennement connu sous le terme de trouble de la personnalité asthénique) est un trouble de la personnalité caractérisé par une dépendance psychologique persistante aux autres individus. Ce trouble de la personnalité est une condition chronique ou à long terme dans laquelle les patients dépendent des autres individus concernant leurs besoins physiques et émotionnels, tout en dépendant un minimum d'eux-mêmes.

## Caractéristiques

### Perception des autres
Les patients souffrant de trouble de la personnalité dépendante considèrent que les individus autour d'eux sont plus capables qu'eux-mêmes de gérer leur propre vie[source insuffisante]. Les autres individus leur paraissent puissants, compétents et capables d'instaurer de la sécurité chez eux. Ces patients évitent en général toute situation qui mette en avant leur propre responsabilité ; ils cherchent d'autres personnes pour s'occuper d'eux et ainsi être aidés[source insuffisante].

### Image de soi
Les patients souffrant de trouble de la personnalité dépendante se perçoivent eux-mêmes comme inutiles ; ils sont persuadés de vivre dans un monde froid et dangereux et sont incapables de se protéger par eux-mêmes. Ils se définissent eux-mêmes comme faibles et sans défense ; ils tournent leurs espoirs vers les autres. Ces individus refuseront d'être ambitieux et sont persuadés d’être dépourvus de toute capacité indépendante[source insuffisante],[source insuffisante].

## Épidémiologie
Environ 0,5 % de la population générale souffrirait de trouble de la personnalité dépendante. Ce trouble est plus fréquent chez les femmes.

## DSM-IV
Selon le Manuel diagnostique et statistique des troubles mentaux, le trouble de la personnalité dépendante se caractérise par un « besoin général et excessif d'être pris en charge qui conduit à un comportement soumis et "collant" et à une peur de la séparation, qui apparaît au début de l'âge adulte et est présent dans des contextes divers, comme en témoignent au moins cinq des manifestations suivantes ». Le DSM classe dès lors plusieurs symptômes :
1. le sujet a du mal à prendre des décisions dans la vie courante sans être rassuré ou conseillé de manière excessive par autrui ;
2. il a besoin que d'autres assument les responsabilités dans la plupart des domaines importants de sa vie ;
3. il a du mal à exprimer un désaccord avec autrui de peur de perdre son soutien ou son approbation. NB : ne pas tenir compte d'une crainte réaliste de sanctions ;
4. il a du mal à lancer des projets ou à faire des choses seul (par manque de confiance en son propre jugement ou en ses propres capacités plutôt que par manque de motivation ou d'énergie) ;
5. il cherche à outrance à obtenir le soutien et l'appui d'autrui, au point de faire volontairement des choses désagréables ;
6. il se sent mal à l'aise ou impuissant quand il est seul par crainte exagérée d'être incapable de se débrouiller ;
7. lorsqu'une relation proche se termine, il cherche de manière urgente une autre relation qui puisse assurer les soins et le soutien dont il a besoin ;
8. il est préoccupé de manière irréaliste par la crainte d'être laissé à se débrouiller seul.

Important :
Le sujet souffrant de trouble de la personnalité dépendante peut être attaché à une personne codépendante.

La personnalité dépendante coexiste souvent avec d'autres problèmes de personnalité et de l'humeur difficiles à distinguer. Le degré selon lequel des comportements dépendants sont considérés comme adaptés varie selon l'âge et le groupe socioculturel. »